# Cystodermella
Cystodermella Harmaja (ziarnóweczka) – rodzaj grzybów należący do rzędu pieczarkowców (Agaricales).

## Systematyka i nazewnictwo
Pozycja w klasyfikacji według Index Fungorum: Incertae sedis, Agaricales, Agaricomycetidae, Agaricomycetes, Agaricomycotina, Basidiomycota, Fungi.
Polską nazwę zaproponował Władysław Wojewoda w 2003 r, wcześniej w polskim piśmiennictwie mykologicznym używane były nazwy: bedłka i ziarnówka. Gatunki obecnie zaliczane do rodzaju Cystodermella zaliczane były do rodzaju Cystoderma (ziarnówka).
Gatunki występujące w Polsce:
- Cystodermella cinnabarina (Alb. & Schwein.) Harmaja 2002 – ziarnóweczka cynobrowa
- Cystodermella granulosa (Batsch) Harmaja 2002) – ziarnóweczka gruzełkowata

Nazwy naukowe na podstawie Index Fungorum. Wykaz gatunków i nazwy polskie według Władysława Wojewody.